# Tamarac (Florida)
Tamarac es una ciudad ubicada en el condado de Broward en el estado estadounidense de Florida. En el Censo de 2010 tenía una población de 69.555 habitantes y una densidad poblacional de 1.929,69 personas por km².

## Geografía
Tamarac se encuentra ubicada en las coordenadas 26°12′14″N 80°15′19″O / 26.20389, -80.25528. Según la Oficina del Censo de los Estados Unidos, Tamarac tiene una superficie total de 31.32 km², de la cual 30.09 km² corresponden a tierra firme y (3.91%) 1.23 km² es agua.

## Demografía
Según el censo de 2010, había 60.427 personas residiendo en Tamarac. La densidad de población era de 1.929,62 hab./km². De los 60.427 habitantes, Tamarac estaba compuesto por el 67.21% blancos, el 23.07% eran afroamericanos, el 0.18% eran amerindios, el 2.52% eran asiáticos, el 0.04% eran isleños del Pacífico, el 4.19% eran de otras razas y el 2.79% pertenecían a dos o más razas. Del total de la población el 24.35% eran hispanos o latinos de cualquier raza.